# Ich steh an deiner Krippen hier

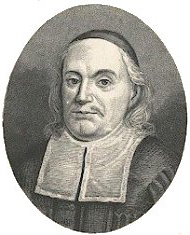
Paul Gerhardt (1607–1676)

Ich steh an deiner Krippen hier ("Sto qui presso il tuo presepe/la tua mangiatoia") è un tradizionale canto natalizio tedesco, il cui testo originale fu composto nel 1653 dal teologo luterano Paul Gerhardt (1607–1676) ed è stato messo in musica per la prima volta nel 1667 da Johann Georg Ebeling (1637–1676).

Un'altra versione del testo si deve alla rielaborazione fatta nel 1735 dal teologo e conte Nikolaus Ludwig von Zinzendorf (1700–1760).
Il testo può essere accompagnato, oltre che dalla melodia originale, anche da una melodia composta da Johann Sebastian Bach nel 1736.

## Storia
Il testo del brano, composto dal teologo protestante Paul Gerhardt, apparve per la prima volta nel 1653 nella raccolta, curata da Johann Crüger, Praxis Pietatis Melica.
Nel 1667, il testo fu messo in musica nel 1667 da Johann Georg Ebeling (1637–1676).
Nel 1735, vi fu una rielaborazione del testo, portato da quindici a sette strofe, ad opera del conte e teologo Nikolaus Ludwig von Zinzendorf.
L'anno successivo, il compositore Johann Sebastian Bach, adatto il testo di Gerhardt ad una melodia apparsa nel Musicalisches Gesang-Buch, noto anche come Schemelli-Gesangbuch, pubblicato a Lipsia.
Una rielaborazione del testo in ambito cattolico è stata infine fatta nel 1975.

## Testo
Nel testo, viene descritta la devozione di un credente di fronte a Gesù bambino nella mangiatoia.
| Testo originale di Paul Gerhardt | Evangelisches Gesangbuch |
| 1. Ich steh an deiner Krippen hier, o Jesulein, mein Leben, Ich stehe, bring und schenke dir, was du mir hast gegeben. Nimm hin, es ist mein Geist und Sinn, Herz, Seel und Muth, nimm Alles hin, und laß dirs wohlgefallen.             | 1. Ich steh an deiner Krippen hier, o Jesu, du mein Leben; ich komme, bring und schenke dir, was du mir hast gegeben. Nimm hin, es ist mein Geist und Sinn, Herz, Seel und Mut, nimm alles hin und laß dir's wohlgefallen.      |
| 2. Du hast mit deiner Lieb erfüllt mein' Adern und Geblüte, Dein schöner Glanz, dein süßes Bild liegt mir stets im Gemüthe, Und wie mag es auch anders sein, wie könnt ich dich, mein Herzelein, aus meinem Herzen laßen?                | |
| 3. Da ich noch nicht geboren war, da bist du mir geboren, Und hast mich dir zu eigen gar, eh ich dich kannt, erkoren. Eh ich durch deine Hand gemacht, da hat dein Herze schon bedacht, wie du mein wolltest werden.                     | 2. Da ich noch nicht geboren war, da bist du mir geboren und hast mich dir zu eigen gar, eh ich dich kannt, erkoren. Eh ich durch deine Hand gemacht, da hast du schon bei dir bedacht, wie du mein wolltest werden.            |
| 4. Ich lag in tiefer Todesnacht, du wurdest meine Sonne, Die Sonne, die mir zugebracht Licht, Leben, Freud und Wonne. O Sonne, die das werthe Licht des Glaubens in mir zugericht't, wie schön sind deine Strahlen.                      | 3. Ich lag in tiefster Todesnacht, du warest meine Sonne, die Sonne, die mir zugebracht Licht, Leben, Freud und Wonne. O Sonne, die das werte Licht des Glaubens in mir zugericht', wie schön sind deine Strahlen!              |
| 5. Ich sehe dich mit Freuden an, und kann mich nicht satt sehen, Und weil ich nun nicht weiter kann, so thu ich, was geschehen. O daß mein Sinn ein Abgrund wär und meine Seel ein weites Meer, daß ich dich möchte faßen.               | 4. Ich sehe dich mit Freuden an und kann mich nicht satt sehen; und weil ich nun nichts weiter kann, bleib ich anbetend stehen. O daß mein Sinn ein Abgrund wär und meine Seel ein weites Meer, daß ich dich möchte fassen!     |
| 6. Vergönne mir, o Jesulein, daß ich dein Mündlein küsse, Das Mündlein, das den süßten Wein, auch Milch und Honigflüße Weit übertrifft in seiner Kraft, es ist voll Labsal, Stärk und Saft, der Mark und Bein erquicket.                 | |
| 7. Wenn oft mein Herz im Leibe weint und keinen Trost kann finden, Da ruft mir's zu: Ich bin dein Freund, ein Tilger deiner Sünden; Was trauerst du, mein Fleisch und Bein? du sollst ja guter Dinge sein, ich zahle deine Schulden.     | 5. Wann oft mein Herz im Leibe weint und keinen Trost kann finden, rufst du mir zu: „Ich bin dein Freund, ein Tilger deiner Sünden. Was trauerst du, o Bruder mein? Du sollst ja guter Dinge sein, ich zahle deine Schulden.“   |
| 8. Wer ist der Meister, der allhier nach Würdigkeit ausstreichet Die Händlein, so das Kindlein mir anlachende zureichet! Der Schnee ist hell, die Milch ist weiß, verlieren doch beid' ihren Preis, wenn diese Händlein blicken.         | |
| 9. Wo nehm ich Weisheit und Verstand, mit Lobe zu erhöhen Die Aeuglein, die so unverwandt nach mir gerichtet stehen? Der volle Mond ist schön und klar, schön ist der güldnen Sternen Schaar, dies' Aeuglein sind viel schöner.          | |
| 10. O daß doch ein so lieber Stern soll in der Krippen liegen! Für edle Kinder großer Herrn gehören güldne Wiegen: Ach! Heu und Stroh ist viel zu schlecht; Sammt, Seiden, Purpur wären recht, dich, Kindlein, drauf zu legen.           | 6. O daß doch so ein lieber Stern soll in der Krippen liegen! Für edle Kinder großer Herrn gehören güldne Wiegen. Ach Heu und Stroh ist viel zu schlecht, Samt, Seide, Purpur wären recht, dies Kindlein drauf zu legen!        |
| 11. Nehmt weg das Stroh, nehmt weg das Heu, ich will mir Blumen holen, Daß meines Heilands Lager sei auf Rosen und Violen, Mit Tulpen, Nelken, Rosmarin aus frischen Gärten will ich ihn von oben her bestreuen.                         | 7. Nehmt weg das Stroh, nehmt weg das Heu, ich will mir Blumen holen, daß meines Heilands Lager sei auf lieblichen Violen; mit Rosen, Nelken, Rosmarin aus schönen Gärten will ich ihn von oben her bestreuen.                  |
| 12. Zur Seiten will ich hier und dar viel weiße Lilien stecken, Die sollen seiner Aeuglein Paar im Schlafe sanft bedecken. Doch liebt vielleicht das dürre Gras dir, Kindlein, mehr, als alles das, was ich hier nenn und denke.         | |
| 13. Du fragest nicht nach Lust der Welt noch nach des Leibes Freuden: Du hast dich bei uns eingestellt, an unsrer Statt zu leiden, Suchst meiner Seelen Trost und Freud durch allerhand Beschwerlichkeit, das will ich dir nicht wehren. | 8. Du fragest nicht nach Lust der Welt noch nach des Leibes Freuden; du hast dich bei uns eingestellt, an unsrer Statt zu leiden, suchst meiner Seele Herrlichkeit durch Elend und Armseligkeit; das will ich dir nicht wehren. |
| 14. Eins aber, hoff ich, wirst du mir, mein Heiland, nicht versagen, Daß ich dich möge für und für in, bei und an mir tragen. So laß mich doch dein Kripplein sein, komm, komm und lege bei mir ein dich und all deine Freuden.          | 9. Eins aber, hoff ich, wirst du mir, mein Heiland, nicht versagen: daß ich dich möge für und für in, bei und an mir tragen. So laß mich doch dein Kripplein sein; komm, komm und lege bei mir ein dich und all deine Freuden.  |
| 15. Zwar sollt ich denken, wie gering ich dich bewirten werde: Du bist der Schöpfer aller Ding, ich bin nur Staub und Erde. Doch bist du ein so lieber Gast, daß du noch nie verschmähet hast den, der dich gerne siehet.                | |

## Versioni discografiche
Tra i cantanti o gruppi che hanno inciso il brano, figurano    (in ordine alfabetico):
- Thomas Battenstein
- Clemens Bittlinger
- Dieter Falk
- Erika Köth
- James Last
- Nana Mouskouri (The Christmas Album, 2003)
- Konrad Plaickner
- Thomas Reichelt
- Hans-Joachim Rotzsch
- Heinz Rühmann
- Berdien Stenberg (Christmas, 1986)
- Regina Thoss
- Vienna Boys' Choir
- Fritz Wunderlich